# La Almolda
La Almolda es una localidad y municipio español en los Monegros, en la provincia de Zaragoza, Aragón. 

## Geografía
Integrado en la comarca de Los Monegros, se sitúa a 76 kilómetros del centro de la capital zaragozana. El término municipal está atravesado por la autopista de peaje AP-2, la carretera N-II entre los pK 376 y 384 y la carretera autonómica A-230 que permite la comunicación con Sariñena y Bujaraloz. 
El relieve está caracterizado por la llanura que supone el árido paisaje propio de la comarca a la que pertenece, tan solo alterada por algunas lomas dispersas y las estribaciones de la Sierra de Alcubierre al norte del pueblo. La altitud del territorio oscila entre los 590 metros de la Sierra de Santa Quiteria y los 282 metros en la zona más baja cercana a la Ribera Baja del Ebro. El pueblo se alza a 491 metros sobre el nivel del mar. 
| Noroeste: Castejón de Monegros (Huesca) | Norte: Castejón de Monegros (Huesca) | Noreste: Sena (Huesca)  |
| Oeste: Pina de Ebro                     |                                      | Este: Valfarta (Huesca) |
| Suroeste: Pina de Ebro                  | Sur: Bujaraloz                       | Sureste: Bujaraloz      |

El clima Monegrino es realmente extremo (continental y semiárido) así como las condiciones edafológicas de la zona (mayoritariamente yesos). Esto condiciona la fauna y flora y solo ciertas especies son capaces de soportar estos ambientes. Si añadimos que apenas ha habido el mínimo cambio a lo largo de los cinco últimos milenios, esto hace que este enclave antiquísimo difícilmente pueda ser colonizado por otras especies, pero ello ha conseguido que actualmente encontremos una gran cantidad de especies endémicas. También se encuentra mucha caza, como conejos, liebres y perdices.

## Historia
Desde la época de los romanos La Almolda, ha sido el cruce de caminos de la comarca de Los Monegros que pudiera estar surcada por una calzada romana desde Velilla de Ebro y Gelsa encaminada a Huesca y hasta Jaca.
Posee un paisaje árido de tonos ocres que después de un siglo empieza a incorporar tonos verdes debido a los nuevos regadíos de Monegros y gracias al Plan Hidrológico Nacional.
Está situada en las estribaciones de la Sierra de Alcubierre, donde su nombre cambia por el de Sierra de Santa Quiteria por la ermita edificio del siglo XVII, que se levanta en su cima a 587 metros sobre el nivel del mar, desde donde se puede ver casi a vista de pájaro el espléndido paisaje Monegrino.

## Demografía
La Almolda cuenta con una población de 543 habitantes (INE 2024).
| Gráfica de evolución demográfica de La Almolda entre 1842 y 2021                                                    |
| |
| Población de derecho según los censos de población del INE Población de hecho según los censos de población del INE |

## Administración y política
| Período   | Alcalde                      | Partido |  |
| --------- | ---------------------------- | ------- |  |
| 1979-1983 | Valentín Olona Calvete       | UCD     |  |
| 1983-1987 |                              |         |  |
| 1987-1991 |                              |         |  |
| 1991-1995 |                              |         |  |
| 1995-1999 |                              |         |  |
| 1999-2003 | Alejandro Samper Oliván      |         |  |
| 2003-2007 | Ángeles Luisa Labarta Taulés |         |  |
| 2007-2011 | Ángeles Luisa Labarta Taules |         |  |
| 2011-2015 | María Isabel Olona Blasco    | PAR     |  |
| 2015-2019 | Manuel Lamenca Zaballos      | PSOE    |  |

| Partido político    | Partido político                                   | 2003   | 2007   | 2011   | 2015   |
| Partido político    | Partido político                                   | Ediles | Ediles | Ediles | Ediles |
|                     | Partido de los Socialistas de Aragón (PSOE-Aragón) | 2      | 3      | 2      | 3      |
|                     | Partido Aragonés (PAR)                             | 3      | 2      | 3      | 3      |
|                     | Partido Popular de Aragón (PP)                     | 2      | 1      | 1      | 1      |
|                     | Federación de los Independientes de Aragón (FIA)   | —      | —      | 1      | —      |
|                     | Independientes                                     | —      | 1      | —      | —      |
| Total de concejales | Total de concejales                                | 7      | 7      | 7      | 7      |

## Patrimonio
En la Villa podemos encontrar un castillo árabe (tozal que domina la villa), que data del año 1195, es posible que existiera como atalaya o como un punto de vigilancia musulmán en una época anterior.
En la Villa encontramos edificios singulares, desde casas de infanzones alguna que data de 1580 posiblemente la casa más antigua, El Prior en el que sus arcos dan forma a un bonito conjunto arquitectónico, los Andréu del siglo XVII, la Casa Condado Aranda-Híjar, y demás casas-palacios.
Podemos encontrar varias capillas a destacar como:
- Capilla de “El Pilar”
- Capilla de “San Antonio” del siglo XVII.
- Capilla de “San Juan” del siglo XX.

Las iglesias más notorias son:
- Iglesia de Ntra. Sra. de La Luz del siglo XVI, de estilo gótico tardío.
- Iglesia del Espíritu Santo construida como nuevo cementerio.

También es de mencionar una balsa de origen romano, El Pozo de la Val que abastecía de agua la localidad. En una balsa cercana se obtenía el hielo en el invierno, almacenándose en un nevero que más tarde se utilizaría en el verano.